# یواس‌اس ترازدال (ای‌کی‌ای-۷۹)
یواس‌اس ترازدال (ای‌کی‌ای-۷۹) (به انگلیسی: USS Trousdale (AKA-79)) یک کشتی بود که طول آن ۴۵۹ فوت ۲ اینچ (۱۳۹٫۹۵ متر) بود. این کشتی در سال ۱۹۴۴ ساخته شد.